# Esta é a Nossa Pátria Bem Amada
Esta é a Nossa Pátria Bem Amada (en portugués: "Esta es nuestra Patria bienamada") es el himno nacional de Guinea-Bisáu. Fue Escrito por Amilcar Lopes Cabral en el año 1963, mientras que la melodía fue compuesta por Xiao He. El himno fue adoptado con la independencia nacional en 1974.

## Letra en portugués
Primeira estrofe
Sol, suor, e o verde e o mar,

séculos de dor e esperança;

Esta é a terra dos nossos avós!

Fruto das nossas mãos,

da flor do nosso sangue:

esta é a nossa pátria amada.

Segunda estrofe:
Viva a pátria gloriosa!

Floriu nos céus a bandeira da luta.

Avante, contra o jugo estrangeiro!

Nós vamos construir

na pátria imortal,

A paz e o progresso!

Nós vamos construir

na pátria imortal,

A paz e o progresso!

Refrão
Ramos do mesmo tronco,

olhos na mesma luz:

Esta é a força da nossa união!

Cantem o mar e a terra,

a madrugada e o sol,

que a nossa luta fecundou.

## Traducción literal al español
Primera estrofa:
Sol, sudor y el verde y el mar,

siglos de dolor y esperanza:

¡Esta es la tierra de nuestros abuelos!

Fruto de nuestras manos,

de la flor de nuestra sangre:

Esta es nuestra patria amada.

Estribillo:
¡Viva la patria gloriosa!

Floreció en los cielos la bandera de lucha.

¡Adelante, contra el yugo extranjero!

Vamos a construir

en la patria inmortal,

¡La paz y el progreso!

Vamos a construir

en la patria inmortal,

¡La paz y el progreso!

Segunda estrofa:
Ramas del mismo tronco,

ojos en la misma luz:

¡Esta es la fuerza de nuestra unión!

Canten el mar y la tierra,

la madrugada y el sol,

que nuestra lucha fecundó.